# Lone Bastholm
Lone Bastholm (født 11. september 1934 i Julianehåb) er en dansk skuespiller, balletdanser, teaterinstruktør, teaterchef og kulturredaktør.
Bastholm blev student fra Frederiksberg Gymnasium i 1953 og studerede medicin ved Københavns Universitet. Hun skiftede dog hurtigt til fransk på Sorbonne og klassisk ballet i Paris. I 1965 blev hun skuespiller fra Skuespillerskolen ved Odense Teater, og i 1969 tog hun filosofikum i teaterhistorie ved Universitetet i Oslo. Endelig blev hun exam.art. i teaterhistorie ved Københavns Universitet i 1972.
Efter studieårene i Paris arbejdede hun freelance som danser bl.a. ved Pantomimeteatret i Tivoli. Som nyuddannet skuespiller arbejdede hun nogle år som skuespiller ved Odense Teater, indtil hun flyttede til Oslo og arbejdede som instruktørassistent på Oslo Ny Teater. Tilbage i Danmark i 1969 blev hun speaker ved Danmarks Radio og redigerede radioprogrammet Dramatisk Forum gennem flere år. I 1976 opsatte hun sit første teaterstykke, Om fem kvinder, sammen med den norske forfatter Bjørg Vik. Seneree fulgte opsætninger på Værkstedsteatret i Odense og Radioteatret.
Bastholm blev 1976 skuespilchef på Det Kongelige Teater og blev skydeskive for kritik mod teatret, fordi det var elitært og konservativt. Under hendes ledelse blev Gamle Scene ombygget og intimscenen Gråbrødrescenen blev etableret. Teatrets økonomi var presset, men det lykkedes at skabe flere publikumssuccesser, bl.a. opsætninger af hendes mand Per Olov Enquists dramatik. I 1986 blev hun presse- og kulturråd ved den danske ambassade i Paris og var her til hun i 1988 blev fiktionschef for det nyoprettede TV 2. Fra 1993 til 2000 var hun kulturredaktør samme sted og tilrettelagde en række udsendelser om kunst og kunstnere.
Lone Bastholm har været gift to gange; fra 1965 til 1969 med arkitekt Eigil Nansen og fra 1980 til 1994 med forfatter Per Olov Enquist.

## Filmografi
- Hannah Wolfe (2004)